# Valódi eloszlás
A nem elfajult valószínűségi eloszlásokat nevezzük valódi eloszlásoknak, vagyis az olyanokat, melyek 1-nél kisebb valószínűséggel vesznek fel bármilyen konstans értéket.
Formálisan: az X valószínűségi változó valódi eloszlású ⇔ ∀ c ∈ R-re P(X = c) < 1.
Látható a definícióból, hogy a valószínűségi eloszlások egy osztályozását adja a valódi-elfajult felosztás.